# Chris Matthew Sciabarra
Chris Matthew Sciabarra (17 de febrero de 1960) es un teórico político estadounidense nacido en Brooklyn, Nueva York.Es autor de tres libros académicos: Marx, Hayek y Utopía, Ayn Rand: La radical rusa y Libertad total: hacia un libertarismo dialéctico. Además, ha escrito varios trabajos más breves. Junto con Mimi Reisel Gladstein, coeditó Interpretaciones feministas de Ayn Rand, y, junto con Roger E. Bissell y Edward W. Younkins, La dialéctica de la libertad: exploración del contexto de la libertad humana. Su obra se ha centrado en temas como el objetivismo, el libertarismo —especialmente el pensamiento de Friedrich Hayek y Murray Rothbard— y la dialéctica.

## Vida
Sciabarra completó su educación en la John Dewey High School antes de continuar sus estudios en la Universidad de Nueva York. En 1981, obtuvo su licenciatura en Historia, Política y Economía, con honores. Luego, en 1983, consiguió su maestría en Política y, en 1988, su doctorado en Filosofía Política, Teoría y Metodología, bajo la dirección de Bertell Ollman.Entre 1989 y 2009, fue profesor visitante en el Departamento de Política de la misma universidad. En 1999, cofundó y se convirtió en coeditor de la revista Journal of Ayn Rand Studies, que comenzó a publicarse de manera bianual. La revista fue publicada por Penn State University Press a partir de 2013 y completó su ciclo de más de 20 años en 2023. Además, Sciabarra participó en Liberty and Power, un blog colectivo del History News Network.
Sciabarra es autor de una trilogía de libros que abordan la dialéctica y el libertarismo. El segundo de estos libros, Ayn Rand: La radical rusa, publicado en 1995, examina las influencias académicas de Ayn Rand y sus raíces intelectuales, destacando especialmente el impacto de su profesor de filosofía, Nikolái Onufrievich Loski. Sciabarra argumenta que el enfoque filosófico de Rand tiene un carácter dialéctico. En 2013, Penn State University Press publicó una segunda edición ampliada del libro, que incluye un nuevo prefacio y tres apéndices adicionales. Los apéndices I y II, titulados La transcripción de Rand y La transcripción de Rand, Revisada, fueron publicados previamente en The Journal of Ayn Rand Studies, mientras que el apéndice III es una respuesta a la crítica de Shoshana Milgram sobre el trabajo histórico de Sciabarra. Además, la nueva edición incorpora una versión ampliada del capítulo XII, "El Estado depredador", titulado El Estado de bienestar y guerra, en el que se profundiza en la crítica radical de Rand a la política exterior de Estados Unidos.En diciembre de 2021, Sciabarra y Pavel Solovyev publicaron La transcripción de Rand revelada en The Journal of Ayn Rand Studies, ofreciendo una exploración más detallada de la educación de Rand.
Sciabarra es abiertamente gay.Es de ascendencia siciliana y griega.También ha hablado abiertamente sobre vivir con una discapacidad.

## Reseñas deAyn Rand: La radical rusa
David M. Brown comenta: "Para mi gran sorpresa, el autor de Ayn Rand: La radical rusa, un estudio exhaustivo sobre el pensamiento de Rand y sus orígenes en la cultura rusa, me ha convencido de que la 'dialéctica' es un componente esencial del enfoque filosófico de Ayn Rand y fundamental para su éxito. La radical rusa ofrece una perspectiva distinta de Ayn Rand, una 'hermenéutica' integral sobre los contornos, el desarrollo y la interpretación de su pensamiento".
Lester H. Hunt comenta: "El interés de este libro radica en que hasta ahora me he centrado en discutirlo en lugar de resaltar lo positivo que considero que es en general. Entre otras cosas, es una excelente síntesis de la literatura objetivista, cubriendo tanto las obras de Rand como las de sus sucesores más cercanos. El dominio que Sciabarra tiene de grandes cantidades de material es casi increíble. Además, logra abrir nuevos caminos en diversas cuestiones".
James G. Lennox, aunque rechaza firmemente las conclusiones históricas de la autora y desaconseja interpretar el método de Rand de desafiar dicotomías o "alternativas falsas" como "dialéctico", también reconoce que "su autor tiene un conocimiento enciclopédico de los escritos de Ayn Rand y de prácticamente todos aquellos que han defendido, comentado o criticado el objetivismo [...]. Es el primero de sus comentaristas en explorar el entorno intelectual de los primeros años de formación de Rand, lo que proporciona una comprensión más profunda de sus comentarios ocasionales sobre la cultura rusa tal como ella la experimentó. Todo este material se analiza y se cita exhaustivamente para ofrecer un análisis integral del objetivismo, no solo como un sistema filosófico, sino como un movimiento filosófico y cultural".
John Ridpath, director del Instituto Ayn Rand, ha sostenido que La radical rusa tiene una orientación posmoderna y deconstruccionista en su enfoque general. Según Ridpath, es un "producto inútil" de la academia contemporánea, y en términos generales, considera que el libro es "absurdo en su tesis, destructivo en su propósito y tortuosamente adormecedor en su contenido".

### Trilogía dialéctica y libertad
- Marx, Hayek, and Utopia. Philosophy of the Social Sciences. Albany, New York: State University of New York Press. 1995. ISBN 0-7914-2615-7.[11]
- Ayn Rand: The Russian Radical. University Park, Pennsylvania: Pennsylvania State University Press. 1995. ISBN 0-271-01440-7. OCLC 31133644,[8][9][12]
- Total Freedom: Toward a Dialectical Libertarianism. University Park, Pennsylvania: Pennsylvania State University Press. 2000. ISBN 0-271-02048-2.[13]

### Obras editadas
- With Mimi Reisel Gladstein. Feminist Interpretations of Ayn Rand. Re-reading the Canon. University Park, Pennsylvania: Pennsylvania State University Press. 1999.  ISBN 0-271-01830-5.[14]
- With Roger E. Bissell and Edward W. Younkins. The Dialectics of Liberty: Exploring the Context of Human Freedom. Capitalist Thought: Studies in Philosophy, Politics, and Economics. Lanham, Maryland: Lexington Books. 2019.  ISBN 978-1-498-59209-3.

### Monografías
- Ayn Rand, Homosexuality, and Human Liberation. Cape Town, South Africa: Leap Publishing. 2003. ISBN 0-9584573-3-6. [15]
- Ayn Rand: Her Life and Thought. Poughkeepsie, New York: The Atlas Society. 1996.
- Labor History Revisionism: A Libertarian Analysis of the Pullman Strike. London: Libertarian Alliance. 2003.
- Government and the Railroads During World War I: Political Capitalism and the Death of Enterprise. London: Libertarian Alliance. 2003.

### Disertación
- Toward a Radical Critique of Utopianism (1988)